# Barak (film)
Barak (Барак) è un film del 1999 diretto da Valeri Ogorodnikov.